# 小川亮
小川亮（日语：／ Okawa Ryō），日本漫畫家。

## 簡歷
2015年，以《赤橙》在《別冊少年Magazine》（講談社，原作：大部慧史）上連載。2017年，其原創作品《私人警察》在該出版社漫畫應用程式《Manga Box》上連載。2019年底開始，《派對咖孔明》在該出版社的漫畫應用程式《COMIC DAYS》（原作：四葉夕）上連載，同作品決定於2021年改編成電視動畫後，轉移至《週刊Young Magazine》（同出版社）正在連載中。該作品成為包括Twitter社交媒體上的熱門話題。

## 作品列表
- 《赤橙》講談社〈講談社Comics〉全3巻（原作：大部慧史，《別冊少年Magazine》2015年5月號[2]—2016年6月號[8]）
  1. 2015年8月7日發行[9] ISBN 978-4-06-395457-9
  2. 2016年1月8日發行[10] ISBN 978-4-06-395555-2
  3. 2016年6月9日發行[11] ISBN 978-4-06-395681-8
- 《私人警察》講談社〈講談社Comics〉全3冊（《Manga Box（日语：マンガボックス）》2017年第29號[12]〈2017年6月22日[3]〉—2018年第14號[13]）
  1. 2017年10月6日發行[12] ISBN 978-4-06-510196-4
  2. 2018年1月9日發行[14] ISBN 978-4-06-510723-2
  3. 2018年4月9日發行[13] ISBN 978-4-06-511204-5
- 《派對咖孔明》講談社〈Young Magazine Comics〉已出版22冊（《COMIC DAYS（日语：コミックDAYS）》2019年12月31日[15]—2021年11月16日[16]→《週刊Young Magazine》2021年52號[17]—連載中）

## 外部連結
- 小川亮的X（前Twitter） （日語）